# 重案狙击
《重案狙击》马来西亚首部ntv7和新传媒制作（马来西亚）有限公司制作的时装警匪电视剧，由吴俐璇、陈凯旋、秦雯彬、许亮宇、庄惟翔、李承运、林佩琦、郑子娟、志祥、李洺中领衔主演，张惠虹、刘秀薇特别演出。此剧和续集《重案狙击II》为姐妹篇，亦是ntv7 16周年台庆剧，监制为马家骏。

## 故事概要
李立雯（吴俐璇饰）总督察带领的重案组为侦查严重罪案及打击恶势力一直不遗余力，维护正义的决心从没有过丝毫动摇。她表面任性霸道、对下属要求极高，但实则非常关顾与她共事的所有成员，当中包括冷静、分析能力极强的刘世洋（陈凯旋饰）、极富经验的好色单亲爸爸老差骨林奎（陈沛兴饰）、有着专家级别计算机知识的年青探员钟乐桦（志祥饰）、任劳任怨、服从纪律的洪米丝（郑子娟饰）以及完成线人任务，重返警队的张克（许亮宇饰）。
而与重案组合作无间的高级法医官莫艾菲（秦雯彬饰）则是李立雯的老同学，她俩私底下感情要好。李立雯对感情尤为执着，因一起绑架案她与旧情人郝泽枫（庄惟翔饰）重新建立关系，但却又同时间得知郝泽枫与她的闺蜜莫艾菲也有过一段鲜为人知的过去……
郝泽枫是城中著名大律师，出身豪门，为人精明，性格开朗，工作积极进取，对事业发展有莫大野心。郝泽枫对李立雯因他被绑架而全力相救表面心存感激，但对于他俩有过的感情早已视为过去，郝泽枫心底里其实是希望与莫艾菲再续前缘。他对感情的态度为李立雯与莫艾菲的友情带来重大考验。刘世洋虽然对李立雯早已心生爱慕，当得知对方心有所属又被连番拒绝后，对李立雯虽然仍心存关顾，但因对莫艾菲有了更深刻的了解而慢慢发展出难以言喻的感情。
在李立雯的带领之下，重案组侦破多起棘手的案件，完成了多个艰巨的任务，当中包括：恐怖连环谋杀、冷血灭门、拐带孩童、杀夫冤案、德土色魔等等。艰苦的侦查案件过程中，同时也透视了各组员不为外人所知的故事：林奎爱女林莉不幸成为德土色魔案件中的受害人，让林奎对伸张正义的心有过动摇；洪米丝在调查冷血灭门案的同时幸得组员相助解决她父亲赌搏的恶习；徐乐桦因暗恋一起盗窃案证人而从计算机的冰冷世界重返人间；刘世洋全心全意照顾殉职同僚托孤的孩子也在拐带孩童案中险成猎物；张克与小混混何宝尚（李承运饰）的旧情人夏薇（林佩琦饰）因调查杀夫冤案开展了他意想不到的感情关系……